# پیلا، پیمونت
پیلا، پیمونت (به ایتالیایی: Pila) یک کومونه در ایتالیا است که در استان ورسلی واقع شده‌است.

## خصوصیات
پیلا ۸٫۷ کیلومترمربع مساحت و ۱۱۸ نفر جمعیت دارد.